# 57
| [ Edytuj tabelę ] |                                      |
| Król Armenii      | - 54 Tiridates I 60                  |
| Cesarz Chin       | - 25 Guangwudi 57 - 57 Han Mingdi 75 |
| Władca Korei      | - 53 T’aejodae 146                   |
| Król Nabatei      | - 40 Malichus II 70                  |
| Papież            | - 33 Piotr Apostoł 67                |
| Król Partów       | - 51 Wologazes I 78                  |
| Cesarz Rzymu      | - 54 Neron 68                        |

Rok 57 / LVII
stulecia: I wiek p.n.e. ~
I wiek ~
II wiek

lata: 47 «
52 «
53 «
54 «
55 «
56 «
57
» 58
» 59
» 60
» 61
» 62
» 67

## Wydarzenia
- Pomponia Grecyna, żona Aulusa Plaucjusza, została oskarżona o wyznawanie „obcego zabobonu”, w literaturze (np. Quo vadis Sienkiewicza) utożsamianego z wczesnym chrześcijaństwem.

## Zmarli
- 29 marca – Han Guangwudi, cesarz chiński (ur. 5 p.n.e.).